# 岩生黄杨
岩生黄杨（学名：Buxus rugulosa ssp. rupicola），是黄杨科黄杨属下的一个亚种。

## 扩展阅读
- 維基物種上的相關：岩生黄杨